# Saut Hermès

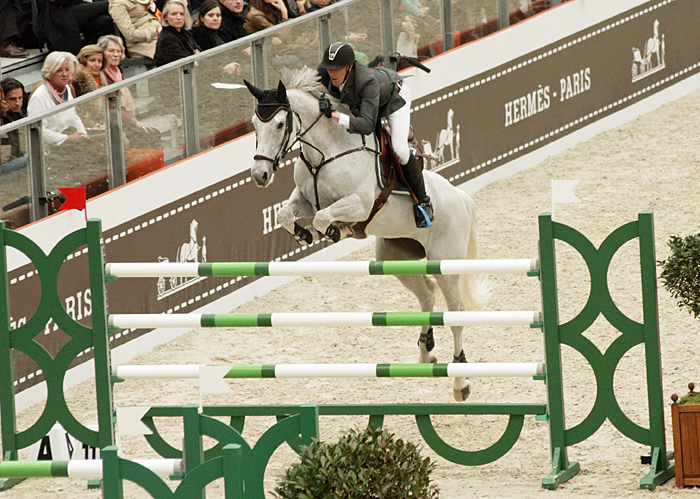
Kevin Staut auf Silvana, 2012

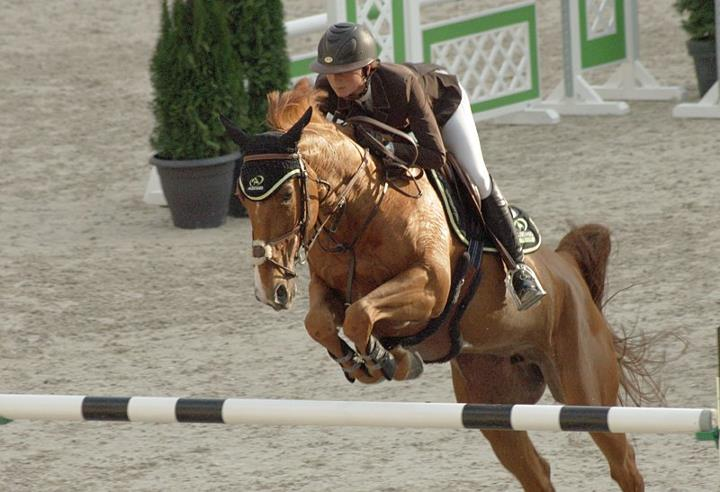
Pénélope Leprevost auf Modena, 2012

Saut Hermès ist ein internationales Springturnier, das seit 2010 jährlich im März oder April in Paris stattfindet.

## Geschichte und Austragungsort
Austragungsort der Veranstaltung ist das Grand Palais, ein für die Weltausstellung 1900 errichtetes Ausstellungsgebäude. Aufgrund der großen Glasflächen des Grand Palais bekommt das Turnier ein spezielles Ambiente, da (anders als bei anderen Hallenreitturnieren) kein künstliches Licht zur Beleuchtung eingesetzt werden muss. Dies führt im Umkehrschluss jedoch dazu, dass die Prüfungen auch nur bei Tageslicht durchgeführt werden.

### Concours Central Hippique de Paris
Von 1901 bis 1958 war das Grand Palais die Heimat des 1865 gegründeten Concours Central Hippique de Paris, einem Reit- und Fahrturnier. Ursprünglich wurde der Concours Central jedoch einem Vorläuferbau des Grand Palais, dem Industriepalast, ausgetragen, der für die Weltausstellung 1855 errichtet worden war. Der Concours Central fand im Frühjahr statt, dauerte knapp drei Wochen und wurde von der „Société Hippique Française“ (SHF) ausgerichtet. Zu dieser Zeit spielten Pferde eine große wirtschaftliche Rolle, da sie für den Transport und als Armeepferde benötigt wurden. Am Concours Central nahmen jeweils rund 300 bis 600 Pferde aus ganz Frankreich teil. Es wurden Wettbewerbe im Reiten und Fahren veranstaltet. Die Pferdesportwettbewerbe waren in vier Klassen für verschieden große Pferde und Gespanntypen sowie eine Klasse für Reitpferde unterteilt. Diese fünf Klassen waren noch einmal in je zwei Altersklassen für Pferde unterteilt. Der Concours Central war ein wichtiges Ereignis im internationalen Pferdesportkalender.

## Turnier
Mit der ersten Austragung 2010 kehrte der Pferdesport in das Grand Palais zurück. Nachdem das Turnier zwei Mal während der COVID-19-Pandemie entfallen war, wird es seit 2022 übergangsmäßig im Grand Palais Éphémère ausgetragen.
Das Turnier dauert von Freitag bis Sonntag. Pro Tag werden zwei oder drei Prüfungen durchgeführt, eine hiervon für Reiter bis zum Alter von 25 Jahren. Es wird als CSI 5*, der schwersten Kategorie im Springreiten, ausgetragen.
Im Gegensatz zu den meisten Turnieren wird der Wettbewerb nicht von mehreren Sponsoren unterstützt. Der französische Luxusartikelfabrikant Hermès ist alleiniger Sponsor mit Werbung auf Hindernissen und Banden.

## Wichtigste Prüfungen

### „Grand Prix Hermés“
Der Große Preis von Hermés ist die höchstdotierte Prüfung des Saut Hermés. Es handelt sich hierbei um eine Springprüfung mit Stechen. Die Prüfung war im Jahr 2012 mit 200.000 Euro dotiert, im Jahr 2018 betrug das Preisgeld 400.000 Euro.
Zu einer Besonderheit kam es im Jahr 2011: Im Stechen schafften es zwei Reiter, sich fehlerfrei mit der gleichen Zeit in Führung zu setzen. Da es kein Reiter mehr gelang, ohne Fehler schneller als 40,71 Sekunden zu sein, gab es zwei Sieger des Großen Preises.
Sieger:
| - 2010: Marcus Ehning mit Sabrina - 2011: Christian Ahlmann mit Taloubet Z und Rik Hemeryck mit Quarco de Kerambars - 2012: Katharina Offel mit Cathleen - 2013: Ludger Beerbaum mit Chaman - 2014: Marcus Ehning mit Cornado NRW - 2015: Romain Duguet mit Quorida de Treho - 2016: Abdelkebir Ouaddar mit Quickly de Kreisker - 2017: Edwina Tops-Alexander mit California - 2018: Simon Delestre mit Ryan - 2019: Simon Delestre mit Ryan - 2020, 2021: Vorsorglich aufgrund der COVID-19-Pandemie abgesagt - 2022: Kevin Staut mit Cheppetta |

## Medien
Europaweit werden jeweils der Große Preis sowie eine Prüfung am Samstag von Eurosport live oder zeitversetzt übertragen.